# Lindø, Kerteminde
Lindø är en halvö norr om Munkebo på ön Fyn i Danmark.   Den ligger i Kerteminde kommun, Region Syddanmark, 130 km väster om Köpenhamn. På Lindø finns industriområdet Lindø Industripark. Tidigare låg på samma plats Odense Staalskibsværft.